# Florian Zemlin
Florian Zemlin (geboren am 9. Juli 1990) ist ein ehemaliger deutscher Handballspieler, der auf der Position Rückraum Mitte eingesetzt wurde.

## Karriere
Er begann mit dem Handball beim Schwaaner SV und wechselte im Jahr 2005 zum HC Empor Rostock. Mit diesem Verein spielte er auch in der 2. Handball-Bundesliga. Der 1,80 Meter große Aufbauspieler erzielte im März 2013 den 30 000. Treffer für den Rostocker Verein (inklusive der Vorgänger). Nach dem Abstieg des Rostocker Vereins wechselte er zur Saison 2017/2018 zum in der Handball-Oberliga Ostsee-Spree spielenden Stralsunder HV, mit dem er 2020 in die 3. Liga aufstieg. Er verließ den Stralsunder Verein nach der Spielzeit 2020/2021 und beendete damit auch seine Handballkarriere.
Ab Oktober 2022 trainierte er mit Tristan Staat den HC Empor Rostock.

## Privates
Er hat den Beruf eines Industriekaufmanns gelernt.